# 天鸽座SW
天鸽座SW，又名CD-39 1940，HD 35515、SAO 195807、HR 1793，是天鸽座的一颗恒星，视星等为5.71，位于銀經244.4，銀緯-33.22，其B1900.0坐标为赤經5h 20m 5.9s，赤緯-39° -33.22′ 16″。